# Stojnci
Stojnci so naselje v Občini Markovci.
Naselje se prvič omenja leta 1286.
Ime so Stojnci dobili po plemiču Stojanu, ki je imel v kraju postavljen manjši grad. V 17. stoletju se je grad preimenoval po lastniku v Hoff Fusshilovitsch.
Danes gradu ni več, saj je bil porušen.
Ljudje so se nekoč ukvarjali predvsem s kmetijstvom, danes pa v vasi obstaja samo še nekaj domačij, ki se ukvarjajo izključno s kmetijstvom.
Kot zanimivosti v vasi lahko omenimo spomenik sv. Florijanu, ki je občinsko obeležje, tri majhne kapelice, Rožmarinov križ, ter seveda vsakoletno pustovanje, ki se v Stojncih dogaja vsak pustni torek popoldan.
Pustne aktivnosti Stojnce verjetno postavljajo v sam vrh v Sloveniji, saj se skupine iz Stojncev vsako leto množično (leta 2007 je bilo na povorki na Ptuju 5 skupin iz Stojncev, s skupno cca. 700 nastopajočimi) udeležijo povork v Markovcih in na Ptuju, ter tam vsako leto tradicionalno pobirajo prve nagrade za najboljše skupine.
Seveda pa se v Stojncih v prostem času ne ukvarjajo samo s pustnim rajanjem.
V vasi je aktivno prostovoljno gasilsko društvo z več kot 100-letno tradicijo, društvo kmečkih žena, godba na pihala in športno društvo Stojnci z Nogometnim klubom, ki je že nekaj let član 3. SNL vzhod.